# Robert Fortune Sanchez
Robert Fortune Sanchez (Socorro, 20 marzo 1934 – Albuquerque, 20 gennaio 2012) è stato un arcivescovo cattolico statunitense.

## Biografia
Monsignor Robert Fortune Sanchez nacque a Socorro, Nuovo Messico,  il 20 marzo 1934 ed era figlio di Julius C. e Priscilla Fortune Sanchez. La sua famiglia ha radici profonde in Nuovo Messico e molti suoi antenati furono i primi coloni ispanici. La sua era una famiglia molto religiosa.

### Formazione e ministero sacerdotale
Crebbe a Socorro dove frequentò la Mount Carmel Catholic School e la Socorro High School. Per un breve periodo frequentò la St. Mary's Boys Catholic High School di Phoenix, Arizona. Si sentì chiamato al sacerdozio in giovane età e pertanto entrò nel seminario "Cuore Immacolato di Maria" di Santa Fe nel quale frequentò il St. Michael's College (più tardi conosciuto come College of Santa Fe). Proseguì gli studi per il sacerdozio al Pontificio collegio americano del Nord a Roma dove si laureò in filosofia e teologia.
Il 20 dicembre 1959 fu ordinato presbitero per l'arcidiocesi di Santa Fe dall'arcivescovo Martin John O'Connor. Al suo ritorno divenne cooperatore nella parrocchia dell'Annunciazione ad Albuquerque e ricevette diversi incarichi alla St. Pius X High School. Questi inclusero insegnante, assistente preside e consigliere. Nel 1964 conseguì l'abilitazione all'insegnamento all'Università del Nuovo Messico. In seguito studiò diritto canonico all'Università Cattolica d'America a Washington. Nel 1965 divenne direttore arcidiocesano per i volontari laici e nel 1968 rappresentante presso il New Mexico Council of Churches' Institutional Ministry e presso il programma di cura pastorale. Sempre nel 1968 divenne parroco della parrocchia di San Filippo Neri ad Albuquerque. Durante questo periodo prestò servizio nel consiglio per il personale dell'arcidiocesi e fu presidente del Senato sacerdotale. Rappresentò la Regione X presso la Federazione nazionale dei consigli sacerdotali e per un breve periodo di tempo fu vicario generale dell'arcidiocesi.

### Ministero episcopale
Il 1º giugno 1974 papa Paolo VI lo nominò arcivescovo metropolita di Santa Fe. Ricevette l'ordinazione episcopale il 25 luglio successivo dall'arcivescovo Jean Jadot, delegato apostolico negli Stati Uniti d'America, coconsacranti l'arcivescovo emerito di Santa Fe James Peter Davis e il vescovo ausiliare di San Antonio Patrick Fernández Flores. Fu il primo vescovo di origini ispaniche e il primo sacerdote nativo degli Stati Uniti sud-occidentali a divenire vescovo. All'ordinazione parteciparono oltre 14000 persone. Essa divenne così la più partecipata cerimonia di ordinazione degli Stati Uniti d'America fino a quel momento.
Si adoperò per assicurare un'adeguata cura spirituale agli ispanici, per la conservazione culturale delle chiese storiche che continuano ad essere modelli per il paese. A livello locale monsignor Sanchez aumentò il raggio d'azione delle molte e varie attività culturali delle comunità nel Nuovo Messico. Fu il primo arcivescovo a offrire le proprie scuse ai popoli nativi americani e a istituire un ufficio per il ministero dei nativi americani. Presiedette l'ordinazione episcopale di monsignor Donald Edmond Pelotte, il primo vescovo nativo americano degli Stati Uniti d'America.
Monsignor Sanchez istituì la prima conferenza della gioventù arcidiocesana, presiedette in cattedrale la prima liturgia nativa americana, istituì la prima commissione ecumenica dell'arcidiocesi e la commissione per la preservazione delle chiese storiche del Nuovo Messico. Mise a punto il primo piano pastorale arcidiocesano - il primo di una diocesi a ovest del fiume Mississippi - e coordinò le risorse e aprì gli uffici necessari a livello di arcidiocesi per soddisfare le necessità delle parrocchie e i bisogni pastorali della popolazione. Scrisse un'ampia lettera pastorale sull'HIV/AIDS.  Eresse diverse nuove parrocchie: San Isidro e San Giuseppe a Santa Fe, San Giuda Taddeo ad Albuquerque, Madonna di La Vang ad Albuquerque, comunità cattolica del Risorto a Albuquerque, Santuario di San Martino di Porres ad Albuquerque, comunità cattolica Giovanni XXIII ad Albuquerque, San Giuseppe sul Rio Grande ad Albuquerque e Santa Maria della Pace a Santa Fe.
Insieme agli altri vescovi dello Stato, Ricardo Ramirez di Las Cruces e Donald Edmond Pelotte di Gallup, istituì la Conferenza dei vescovi cattolici del Nuovo Messico.
In seno alla Conferenza dei vescovi cattolici degli Stati Uniti fu membro del comitato per il Pontificio collegio Josephinum, del comitato per il Pontificio collegio americano del Nord, del Centro culturale messicano-americano, del comitato episcopale per gli affari ispanici (nel quale fu strumentale per la stesura della lettera pastorale dei vescovi degli Stati Uniti d'America agli ispanici) e della commissione episcopale sulla vita familiare.
Papa Giovanni Paolo II lo nominò membro della Pontificia commissione per la pastorale dell'emigrazione e del turismo.
Partecipò alla quinta assemblea generale ordinaria del Sinodo dei vescovi che ebbe avuto luogo nella Città del Vaticano dal 26 settembre al 25 ottobre 1980 sul tema "La famiglia cristiana".
All'inizio degli anni novanta si fecero avanti diverse donne che dichiaravano di avere avuto una relazione con monsignor Sanchez. Fu molto criticato anche per la cattiva gestione dei chierici accusati di abusi su minori. Il 6 aprile 1993 papa Giovanni Paolo II accettò la sua rinuncia al governo pastorale dell'arcidiocesi.
Più tardi, nel 1993, monsignor Sanchez si trasferì in una fattoria gestita dalle Suore della misericordia, vicino a Jackson, nel Minnesota. Nel 1995, tornò nel Nuovo Messico per visitare la famiglia e nel 1997 guidò un ritiro per sacerdoti a Tucson, in Arizona. Monsignor Sanchez ribadì sempre il suo amore e le sue benedizioni per l'arcidiocesi di Santa Fe, i suoi sacerdoti, le sue persone e la sua famiglia. Più tardi, tornò a sud-ovest per vivere in una pensione dell'Ordine dei frati minori, non facendo apparizioni pubbliche fino al 2009, quando si trasferì in una struttura per pazienti affetti dalla malattia di Alzheimer.
Morì ad Albuquerque il 20 gennaio 2012 all'età di 77 anni. Monsignor Michael Jarboe Sheehan, suo successore, dichiarò: "L'arcivescovo Sanchez era un figlio molto amato dal popolo dell'arcidiocesi di Santa Fe. Fu rispettato dai suoi fratelli vescovi e alzava lo sguardo dei suoi sacerdoti. Continuiamo a riconoscere il bene che ha fatto durante il suo episcopato e siamo sono ben consapevoli dei suoi fallimenti umani. Oggi piangiamo la sua morte". Le esequie si tennero il 26 gennaio alle ore 10 nella basilica cattedrale San Francesco d'Assisi a Santa Fe e furono presiedute dal suo successore Michael Jarboe Sheehan. Al termine del rito fu sepolto nella cripta dello stesso edificio.

## Genealogia episcopale e successione apostolica
La genealogia episcopale è:
- Cardinale Scipione Rebiba
- Cardinale Giulio Antonio Santori
- Cardinale Girolamo Bernerio, O.P.
- Arcivescovo Galeazzo Sanvitale
- Cardinale Ludovico Ludovisi
- Cardinale Luigi Caetani
- Cardinale Ulderico Carpegna
- Cardinale Paluzzo Paluzzi Altieri degli Albertoni
- Papa Benedetto XIII
- Papa Benedetto XIV
- Papa Clemente XIII
- Cardinale Marcantonio Colonna
- Cardinale Giacinto Sigismondo Gerdil, B.
- Cardinale Giulio Maria della Somaglia
- Cardinale Carlo Odescalchi, S.I.
- Vescovo Eugène de Mazenod, O.M.I.
- Cardinale Joseph Hippolyte Guibert, O.M.I.
- Cardinale François-Marie-Benjamin Richard
- Cardinale Pietro Gasparri
- Cardinale Clemente Micara
- Cardinale Jozef-Ernest Van Roey
- Cardinale Léon-Joseph Suenens
- Arcivescovo Jean Jadot
- Arcivescovo Robert Fortune Sanchez

La successione apostolica è:
- Vescovo Donald Edmond Pelotte, S.S.S. (1986)